# 座頭市 (2003年の映画)
『座頭市』（ざとういち）は、2003年に製作された北野武監督、ビートたけし主演の日本映画。
北野武初の時代劇であり、盲目というハンデキャップを背負った謎の侠客「市（いち）」の活躍を描いた作品。勝新太郎の代表作である時代劇『座頭市シリーズ』を題材にしたが、「盲目でありながら居合抜きの達人」という座頭を主役にしている設定以外、子母澤寛が執筆した原作や前述のシリーズとは全く趣きが異なる。いわゆるリブート（再始動）作品である。
日本国内の観客動員数は200万人で、北野映画最大のヒット作となった。本作は日本国外でも上映され、複数の賞を受賞した。
公開時のキャッチコピーは「最強。」

## 物語
盲目の剣客である市が、とある宿場町にやって来た。その町はやくざの銀蔵一家に支配され、人々は苦しい生活を強いられていた。偶然知り合ったおうめの家に厄介になることになった市は、賭場にておうめの甥である遊び人の新吉と出会う。博打に勝った二人は、金を狙った芸者の姉妹（弟）に襲われそうになる。二人はある商家の子供だったが、幼少時に盗賊に両親を殺害され、その親の仇を探して旅をしていると打ち明ける。一方、脱藩して職を失った浪人・源之助夫妻もまたこの町に流れ着き、彼は剣術の腕を買われて銀蔵一家の用心棒を務めることになる。町の飯屋で市と源之助は出会い、互いに相手の剣術の凄さを見抜くのだった。
ある日、市は賭場の博打のイカサマを見抜いたことから、やくざと大殺陣を演じてしまう。やがて姉妹の親の仇が銀蔵と扇屋の主人だと判明し、姉妹は復讐を遂げるために銀蔵の家に乗り込む。

## 出演者
- ビートたけし（市）
- 浅野忠信（浪人、服部源之助）
- 夏川結衣（服部の妻、おしの）
- 大楠道代（百姓女、おうめ）
- 大家由祐子（芸者姉妹の姉、おきぬ）
- 橘大五郎（芸者姉妹の妹、おせい・本当は弟、清太郎）
- ガダルカナル・タカ（おうめの甥、新吉）
- 岸部一徳（銀蔵一家親分、宗家の銀蔵）
- 石倉三郎（扇屋）
- 国枝量平（鳴門屋主人）
- 朝倉伸二（鳴門屋番頭・平八）
- 柄本明（的屋の主人）
- 樋浦勉（的屋の老人）
- 六平直政（冒頭で市に絡むやくざ）
- つまみ枝豆（的屋の客）
- 芦川誠（的屋の客）
- 無法松（侍に憧れる男）
- 津田寛治（おせいを買春した男）
- 関根大学（銀蔵の手下）
- 小池幸次（船八一家の親分）
- 桐生康詩（船八一家の壺振り）
- 田中要次（船八一家の子分）
- 三浦浩一（御前試合の大名）
- 國本鐘建（御前試合の浪人、山路伊三郎）
- 吉田絢乃（おきぬ 子供時代）
- 早乙女太一（おせい 子供時代）
- THE STRiPES（農民）
- 鈴木一功、大塚よしたか、北岡久貴、江藤大我、小倉敏博、永瀬尚希、矢柴俊博、武智健二、島津健太郎、戯武尊、甲斐道夫、お宮の松、武重勉、アル北郷、ガンビーノ小林、サミーモアモアJr.、赤P-MAN、ルビー浅丘モレロ　ほか

## スタッフ
- 監督、脚本：北野武
- 原作：子母沢寛
- 企画：斎藤智恵子
- 編集：北野武、太田義則
- タップダンス指導：THE STRiPES
- 音楽：鈴木慶一
- 撮影：柳島克己
- 美術：磯田典宏
- 照明：高屋齋
- 録音：堀内戦治
- 衣装：黒澤和子
- 衣装監修：山本耀司
- 殺陣：二家本辰巳
- スタンドイン：所博昭
- アクションクルー：アーバンアクターズ、エレメンツ、ネオエージェンシー、ジャパンアクションエンタープライズ
- 助監督：松川嵩史、稲葉博文、桜井智弘、吉田直樹
- 音響効果：柴崎憲治
- テクニカルディレクター：光学太郎
- 視覚効果：橋本満明
- デジタル合成：日本エフェクトセンター
- 特殊メイク：藤原鶴声
- 特殊造型：原口智生
- スタジオ：日活撮影所、ワープステーション江戸、みろくの里
- 現像：東京現像所
- プロデューサー：森昌行、斎藤恒久
- 副プロデューサー：眞田正典、吉田多喜男
- 企画協力：上埜芳被、伊達寛、松下康、早河洋
- 協力プロデューサー：久保聡、古川一博、白石統一郎、木村純一、小野寺忠和
- 配給：松竹、オフィス北野
- 製作：バンダイビジュアル、TOKYO FM、電通、テレビ朝日、斎藤エンターテイメント、オフィス北野

## 製作
浅草ロック座の会長である斎藤智恵子は、勝が昔から金銭的に世話になった存在であり、勝の債権者の一人でもあった。座頭市の映像化権は他社に譲渡されていたが買い戻し、昔からの付き合いであるビートたけしにオファーをかけた。
準備段階でたけしは勝の座頭市をTV・映画を全て観た上で全く新しいイメージで創りあげ、「『キル・ビル（Vol.1）』も『ラスト サムライ』も全くの偽物。本作こそ正真正銘の本物」と自負した。それでも「勝さんは超えられない」と謙遜していた。一方で、「時代劇ってのは近代の産物というか、フィクションじゃない。だから古きよき時代をお手本にすると、出発点で間違えることになる」と述べ、製作当初から近代の時代劇にないものを盛り込むという強い意気込みをもって製作にあたっていた。

## 市の正体
市は身元も年齢も全く不明である。冒頭で「市」という名で呼ばれ、やくざの親玉のみが中盤で「座頭市」というあだ名を口にしたぐらいである。後は「按摩さん」としか呼ばれていなかった事から、知る人が限られた謎の存在であることがわかる。勝新版と異なり金髪をしている。最後の場面で、実は碧眼をしており、その混血らしき様相を目を閉じて隠していたとわかる（当人曰く｢目が見えないほうが都合がよい時もある｣）。ただし、最後の場面では「見える」という言葉が一般的な視力の意味ではなく、物事の実態を把握する能力という基準で語られており、市の目が実際に見えているわけではないとする解釈もある。
なお、蓮實重彦は市を異星人と位置づけている。

## 公開
アクションシーンで流血描写などがグロテスクに表現されている箇所があるため、R-15に指定されての劇場公開となったが、地上波での放映時は、放送コードに抵触した一部のシーンやセリフをカットされ、WOWOWでは本作に手を加えることなくそのままR-15指定として放送されている。
R-15指定にもかかわらず、15歳未満でもDVDはレンタル可能である(VHSビデオは一般作品制限付き)。

## 評価
従来の作品よりも娯楽的要素が強く、主演のたけしが金髪だったり、劇中で農民が田畑を耕す音や大工が作業をする音などにリズムをつけて独創的な音楽を演出し、祭りのシーンでは大人数が下駄を履いて、一斉にタップダンスを披露するなどミュージカル的なシーンがあった。また、女性の方が男性よりも男らしく設定される、盲目の市が誰よりも正確に物事を把握する、おせいの性別や市の視覚のあいまいさといった、従来の時代劇の常識を覆す発想や仕掛けが多数盛り込まれていた。
映画界においては、第60回ヴェネツィア国際映画祭で監督賞（銀獅子賞）を受賞したのをはじめ、国内外の各映画賞で高い評価を受けている（下記参照）。監督・主演を務めたビートたけしが2014年にテレビの特別番組でルーヴル美術館を訪れジャン=リュック・マルティネズ館長と対面した際、館長が「私だけでなく子供たちも大ファン」と『座頭市』のDVDパッケージを見せて歓迎したエピソードがある。
一方で、多くの時代劇で活躍してきた千葉真一と松方弘樹は、二人が出演した映画『新・影の軍団 第参章 〜地雷火〜』の初日舞台挨拶の後に行われた記者会見で本作について、千葉は「時代に媚びた時代劇は作るべきじゃない。妙な時代劇が定着してしまうのは恐ろしいこと」、松方は「外国の賞狙いを意図している。タップとか金髪とかね…。だからこそ我々は『それだけが時代劇じゃない』ってことを伝えていかなきゃ」とコメントし、その様子は複数のワイドショー・メディア・マスコミに取り上げられた。

## 受賞
- 第36回シッチェス・カタロニア国際映画祭
  - グランプリ（最優秀作品賞）
  - 最優秀映画音楽賞（鈴木慶一）
  - 観客賞
- 第60回ヴェネツィア国際映画祭
  - 監督賞（銀獅子賞）、オープン2003賞、観客賞
  - フューチャー・フィルム・フェスティバル・デジタル・アウォード
- 第28回トロント国際映画祭ピープルズ・チョイス・アウォード
- 第16回日刊スポーツ映画大賞・石原裕次郎賞監督賞
- 第13回東京スポーツ映画大賞
  - 作品賞、監督賞、主演男優賞、助演男優賞（岸部一徳）、助演女優賞（大楠道代）、振付賞（THE STRIPES）
- 第27回日本アカデミー賞[9]
  - 優秀作品賞、優秀助演男優賞（浅野忠信）、優秀助演女優賞（大楠道代）、最優秀音楽賞、最優秀撮影賞、最優秀照明賞、最優秀録音賞、最優秀編集賞、優秀美術賞
- 第21回ゴールデングロス賞 日本映画部門　優秀銀賞[10]
- 第58回毎日映画コンクール 日本映画優秀賞

## その他
- たけしは以前、自身のバラエティー番組のコントで座頭市のパロディをやったことがある (『北野ファンクラブ』等)。また、映画『みんな〜やってるか!』内でも主人公役のダンカンが『座頭市』のパロディをしている。
- 1992年、勝新太郎と北野は文藝春秋誌上で対談を行う。その中で勝はたけしに座頭市のワンシーンのイメージを語った。〜 怪しげな煙の中で足をバタバタさせながら握り飯を喰う百姓、そこに現れる市、やがて追っ手の足音が聞こえ百姓の足音と重なり一つのリズムとなる。市は踊りだし旅人風の追手と殺陣を繰り広げる 〜 「たけし。百姓か、旅人姿か、どっちかで出るかい？」。